# Liste des comtes d'Autun
La généalogie des comtes d'Autun pose un problème, comme celle de tous les comtes mérovingiens et carolingiens.
La difficulté vient de la multitude d’homonymes dans les familles du haut Moyen Âge. Il suffisait que le fils aîné décède avant son père pour que le petit-fils, qui portait très généralement le nom de son grand-père, soit le successeur de ce dernier ! Dans ce cas, il existe deux personnages de même nom qui se suivent mais qui, sous les premiers Pippinides, ne sont pas encore numérotés.
Voici une liste fragmentaire des comtes d'Autun :
| en 742 et 750 | Thierry Ier (725 † après 778), fils de Gaucelmus, lui-même fils de Bernier ou Garnieret de Rolinde, sœur de Berthe ou Bertrade de Prüm, elle-même mère de Caribert de Laon et grand-mère de Bertrade de Laon mariée à Pépin le Bref parents de Charlemagne, marié à Alda ou Aude de France, fille de Charles Martel. |
| ???           | Girard, comte d'Autun est cité comme père d'Abbon de Poitiers dans la généalogie des comte de Poitiers sans date. |
| en 796        | Childebrand III (v.770 † 827/836), fils probable de Nibelung II (Nibelungides) et de Berthe, elle-même fille de Thierry Ier |
| 804-v.826     | Theodoen (Teudoin), fils de Thierry Ier |
|               | Thierry II, fils de Theodoen |
| 826           | Thierry III († 826), neveu de Theodoen |
| v.826-830     | Bernard de Septimanie († 844), fils de Guillaume de Gellone et frère de Thierry III, dépossédé par Louis le Pieux |
| v.837-853     | Guérin ( † 853), nommé par Louis le Pieux. Également comte d'Auvergne, de Chalon, de Provence, d'Arles, de Bourgogne et ensuite de Toulouse[réf. nécessaire] |
| 853-858       | Isembart (en) (800 † 858), fils de Guérin et d'Abba, elle-même fille probable de Theodoen |
| 858-861       | Bernard Ier Plantevelue (841 † 886), fils de Bernard de Septimanie, lui-même petit-fils de Thierry Ier |
| 861-866       | Robert le Fort |
| 868-872       | Bernard II le Veau, fils de Childebrand III |
| 872-873       | Bernard Ier Plantevelue (841 † 886), de nouveau |
| 873-876       | Echard, fils de Childebrand III |
| 876-878       | Bernard de Gothie († ap.879), marquis de Gothie |
| 878-879       | Thierry IV le Trésorier, frère d'Ecchard |
| 879-880       | Boson († 887), roi de Provence |
| 880-921       | Richard le Justicier († 921), duc des Bourguignons, frère de Boson |

Par la suite le comté d'Autun est rattaché au duché de Bourgogne.